# الله أباد دو (مقاطعة فهرج)
الله أباد دو (بالفارسية: الله‌آباد 2) هي مستوطنة تقع في ناحية نغين كوير في إيران. يقدر عدد سكانها بـ 157 نسمة .